# Sylvester Monteiro
Sylvester Monteiro (* 26. November 1933 in Raichur, Britisch-Indien; † 14. August 2005) war ein indischer Geistlicher und römisch-katholischer Bischof von Aurangabad.

## Leben
Sylvester Monteiro empfing am 21. Dezember 1960 das Sakrament der Priesterweihe für das Erzbistum Nagpur. Ab 1978 war Monteiro als Generalvikar des Erzbistums Nagpur tätig.
Am 6. Dezember 1993 ernannte ihn Papst Johannes Paul II. zum Titularbischof von Scampa und zum Weihbischof in Nagpur. Der Erzbischof von Nagpur, Leobard D’Souza, spendete ihm am 10. März 1994 die Bischofsweihe; Mitkonsekratoren waren der Erzbischof von Bhopal, Eugene Louis D’Souza MSFS, und der Erzbischof von Agra, Cecil DeSa. Als Weihbischof blieb Sylvester Monteiro weiterhin Generalvikar des Erzbistums Nagpur.
Papst Johannes Paul II. bestellte ihn am 9. November 1999 zum Bischof von Aurangabad.